# István Brockhauser
István Brockhauser (ur. 3 maja 1964 w Budapeszcie) – węgierski piłkarz grający na pozycji bramkarza.

## Kariera

### Klubowa
Brockhauser jest wychowankiem Újpesti Dózsa, gdzie zaczynał karierę jako junior w 1975 roku. W 1983 roku przeszedł do Váci Izzó. W latach 1985–1986 z uwagi na obowiązkową służbę wojskową był zawodnikiem Honvédu Szabó Lajos SE. W Váci Izzó zadebiutował w 1987 roku. W 1988 roku powrócił do Újpesti Dózsa, z którym w 1990 roku zdobył mistrzostwo Węgier, a dwa lata później – Puchar Węgier. Latem 1992 roku został zawodnikiem Kispestu Budapeszt, a w swoim pierwszym sezonie w tym klubie zdobył z nim tytuł mistrza Węgier. W 1996 roku na krótko przeszedł do Győri ETO.

#### KRC Genk
W 1996 roku przeszedł do belgijskiego KRC Genk, w którym to klubie był pod koniec lat 90. członkiem drużyny odnoszącej sukcesy na polu krajowym i europejskim, wraz z Branko Struparem, Souleymanem Oularé, Þórðurem Guðjónssonem, Mikiem Origim, Domenico Olivierim, Wilfriedem Delbroekem i innymi. W trakcie swojego sześcioletniego pobytu w KRC Genk Brockhauser, zwany przez kibiców "Brockie", stał się jednym z najpopularniejszych piłkarzy klubu.
W sezonie 2001 złamał nogę po tym, gdy sfaulował go piłkarz KSK Beveren, Lee Sang Il. Brockhauser po dwumiesięcznym okresie rehabilitacji stracił miejsce w podstawowym składzie na rzecz Jana Moonsa. Sezon 2001/2002 był jego ostatnim w Genk. Zagrał wówczas jedynie w kilku mniej ważnych meczach, w tym w ostatnim meczu sezonu, przeciwko KSC Lokeren.
W 2002 roku wrócił do Újpestu, gdzie nie zagrał jednak ani w jednym meczu. Karierę zawodniczą zakończył w 2004 roku.

### Reprezentacyjna
W reprezentacji Węgier zadebiutował 20 marca 1990 roku w wygranym 2:0 meczu ze Stanami Zjednoczonymi. W latach 1990–1992 był zmiennikiem Zsolta Petryego w reprezentacji, której selekcjonerem był Kálmán Mészöly, a później Imre Jenei. Następnie był zmiennikiem Zoltána Végha. Ostatnim meczem Brockhausera w reprezentacji było spotkanie z 14 grudnia 1994 roku, przegrane z Meksykiem 1:5. Ogółem w 10 meczach reprezentacji wpuścił 15 goli.

## Statystyki

### Klubowe
| Sezon         | Klub              | Liga          | Mecze | Gole |
| ------------- | ----------------- | ------------- | ----- | ---- |
| 1983/1984     | Váci Izzó MTE     | NB II         | 0     | 0    |
| 1984/1985     | Váci Izzó MTE     | NB II         | 0     | 0    |
| 1985/1986     | H. Szabó Lajos SE | NB II         | ?     | ?    |
| 1986/1987     | Váci Izzó MTE     | NB II         | 0     | 0    |
| 1987/1988     | Váci Izzó MTE     | NB I          | 30    | 0    |
| 1988/1989     | Újpesti Dózsa     | NB I          | 25    | 0    |
| 1989/1990     | Újpesti Dózsa     | NB I          | 30    | 0    |
| 1990/1991     | Újpesti Dózsa     | NB I          | 30    | 0    |
| 1991/1992     | Újpest TE         | NB I          | 30    | 0    |
| 1992/1993     | Kispest-Honvéd FC | NB I          | 19    | 0    |
| 1993/1994     | Kispest-Honvéd FC | NB I          | 30    | 0    |
| 1994/1995     | Kispest-Honvéd FC | NB I          | 24    | 0    |
| 1995/1996 (j) | Kispest-Honvéd FC | NB I          | 6     | 0    |
| 1995/1996 (w) | Győri ETO FC      | NB I          | 11    | 0    |
| 1996/1997     | KRC Genk          | Eerste klasse | 18    | 0    |
| 1997/1998     | KRC Genk          | Eerste klasse | 25    | 0    |
| 1998/1999     | KRC Genk          | Eerste klasse | 33    | 0    |
| 1999/2000     | KRC Genk          | Eerste klasse | 29    | 0    |
| 2000/2001     | KRC Genk          | Eerste klasse | 11    | 0    |
| 2001/2002     | KRC Genk          | Eerste klasse | 4     | 0    |
| 2002/2003     | Újpest FC         | NB I          | 0     | 0    |
| 2003/2004     | Újpest FC         | NB I          | 0     | 0    |

### Reprezentacyjne
| Lp. | Data             | Rywal                 | Typ  | Wynik | Grał  |
| --- | ---------------- | --------------------- | ---- | ----- | ----- |
| 1.  | 20 marca 1990    | Stany Zjednoczone (d) | tow. | 2:0   | 1–90  |
| 2.  | 28 marca 1990    | Francja (d)           | tow. | 1:3   | 1–90  |
| 3.  | 11 kwietnia 1990 | Austria (w)           | tow. | 0:3   | 1–90  |
| 4.  | 17 stycznia 1991 | Indie (w)             | tow. | 2:1   | 1–77  |
| 5.  | 4 grudnia 1991   | Meksyk (w)            | tow. | 0:3   | 1–90  |
| 6.  | 29 kwietnia 1992 | Ukraina (w)           | tow. | 3:1   | 1–89  |
| 7.  | 12 maja 1992     | Anglia (d)            | tow. | 0:1   | 1–90  |
| 8.  | 27 maja 1992     | Szwecja (w)           | tow. | 1:2   | 1–90  |
| 9.  | 7 marca 1993     | Japonia (w)           | tow. | 1:0   | 1–90  |
| 10. | 14 grudnia 1994  | Meksyk (w)            | tow. | 1:5   | 54–90 |

## Sukcesy
- mistrzostwa Węgier
  - I miejsce: 1989/1990, 1992/1993
- Puchar Węgier
  - I miejsce: 1992
- mistrzostwa Belgii
  - I miejsce: 1998/1999, 2001/2002
- Puchar Belgii
  - I miejsce: 1998, 2002